# William Playfair
William Playfair (* 22. September 1759 bei Dundee, Schottland; † 11. Februar 1823 in Covent Garden, London, England) war ein schottischer Ingenieur und Volkswirt, der wesentliche Beiträge zur Entwicklung der Informationsgrafik leistete.

## Leben und Wirken
Playfair wurde im Jahre 1759 in Schottland während der Zeit der schottischen Aufklärung geboren. Er war der vierte Sohn des Reverends James Playfair († 1772), der die Pfarrgemeinde Liff and Benvie unweit der Stadt Dundee betreute. Einer seiner Brüder war der Architekt James Playfair (1755–1794) und ein weiterer der Mathematiker und Geologe John Playfair. Als William dreizehn Jahre alt war, starb sein Vater, und John Playfair übernahm als ältester der Brüder die Verantwortung für die restliche Familie. Nach seiner Lehrzeit bei dem schottischen Mechaniker und Erfinder Andrew Meikle wurde er dessen technischer Zeichner und persönlicher Assistent.

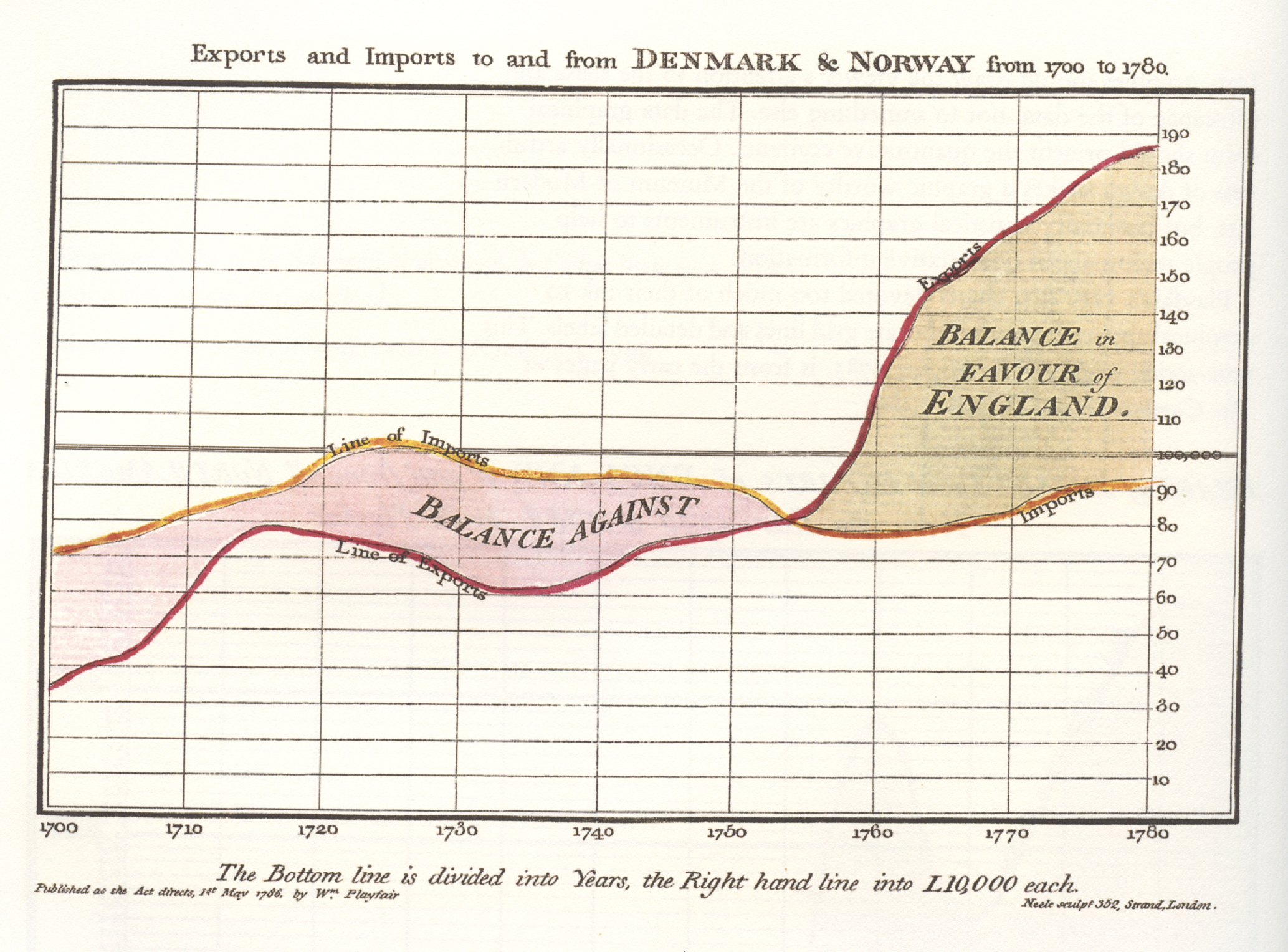
Playfairs Grafik der englischen Handelsbilanz mit Dänemark/Norwegen von 1700 bis 1780

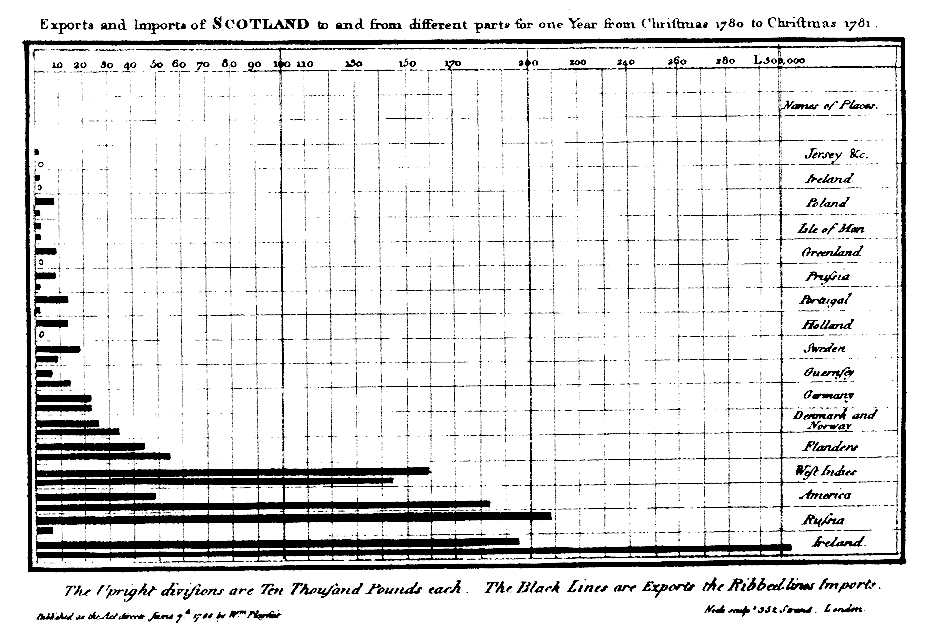
Das erste bekannte Balkendiagramm

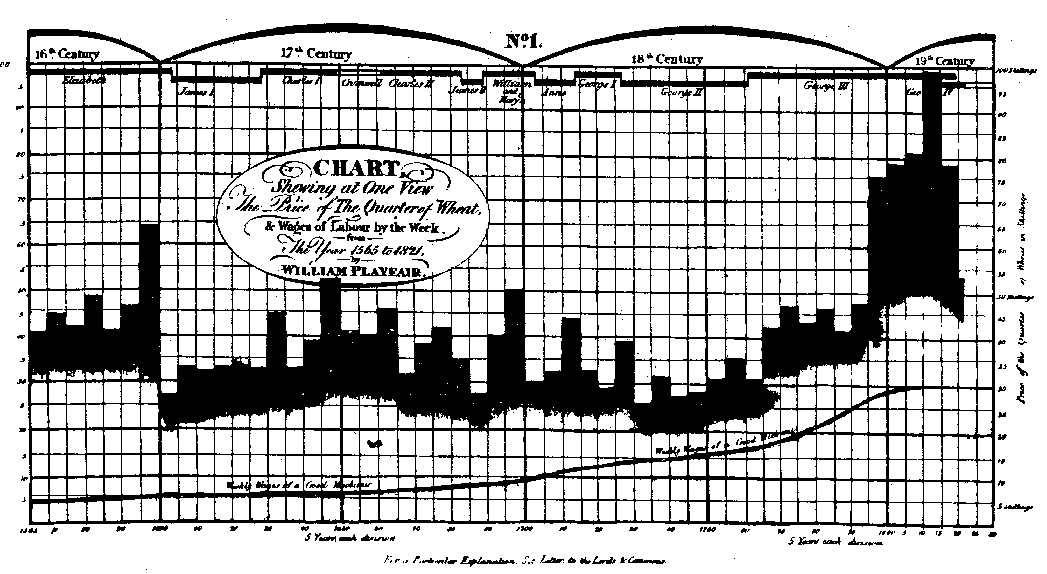
Vergleich von Weizenpreis und Wochenlöhnen über 256 Jahre

Playfairs Kreisdiagramm aus "Statistical Breviary"

Playfair arbeitete u. a. zusammen mit Claude-François de Lezay-Marnésia, Jean-Jacques Duval d’Eprémesnil (1745–1794) und Jean-Antoine Chais de Soissons an einem Projekt der Compagnie du Scioto, auch compagnie des Vingt-quatre, dessen Ziel es war, eine französische Kolonie in Nordamerika zu gründen.
Die Initiative erwarb von der US-Regierung ein Gebiet von drei Millionen Hektar im Bundesstaat Ohio, welches bis zum Scioto River reichte. Hauptstadt dieser französischen Kolonie sollte Gallipolis werden.
Playfair wird sowohl die Erfindung des Balkendiagrammes als auch die des Kreisdiagrammes zugeschrieben; viele seiner Arbeiten gelten bis heute als Schulbeispiele für klar gestaltete Informationsgrafiken.
Playfair veröffentlichte 1786 in London seinen Commercial and Political Atlas, der 43 Zeitreihenanalysen und ein Balkendiagramm – offenbar das erste seiner Art – enthielt. Playfairs Statistical Breviary (London, 1801) enthält das erste bekannte Kreisdiagramm.

## Werke (Auswahl)
- The Increase of Manufactures, Commerce, and Finance, with the Extension of Civil Liberty, Proposed in Regulations for the Interest of Money. London: G.J. & J. Robinson. 1785.
- The Commercial and Political Atlas: Representing, by Means of Stained Copper-Plate Charts, the Progress of the Commerce, Revenues, Expenditure and Debts of England during the Whole of the Eighteenth Century. 1786.
- Joseph and Benjamin, a Conversation Translated from a French Manuscript. London: J. Murray. 1787.
- Thoughts on the Present State of French Politics, and the Necessity and Policy of Diminishing France, for Her Internal Peace, and to Secure the Tranquillity of Europe. London: J. Stockdale. 1793.
- A General View of the Actual Force and Resources of France, in January, M. DCC. XCIII: to which is added, a table, shewing the depreciation of assignats, arising from their increase in quantity. J. Stockdale. 1793.
- The History of Jacobinism, Its Crimes, Cruelties and Perfidies: Comprising an Inquiry into the Manner of Disseminating, under the Appearance of Philosophy and Virtue, Principles which are Equally Subversive of Order, Virtue, Religion, Liberty and Happiness. Vol. I. Philadelphia: W. Cobbett. 1796.
- For the Use of the Enemies of England, a Real Statement of the Finances and Resources of Great Britain. 1796.
- Lineal arithmetic, Applied to Shew the Progress of the Commerce and Revenue of England During the Present Century. A. Paris. 1798.
- Stricture on the Asiatic Establishments of Great Britain, With a View to an Enquiry into the True Interests of the East India Company. Bunney & Gold. 1799.
- Statistical Breviary; Shewing, on a Principle Entirely New, the Resources of Every State and Kingdom in Europe. London: Wallis.1801.
- An Inquiry into the Permanent Causes of the Decline and Fall of Powerful and Wealthy Nations. London: Greenland & Norris.1805.
- Statistical Account of the United States of America by D. F. Donnant. London: J. Whiting. William Playfair, Trans.1805.
- European Commerce, Shewing New and Secure Channels of Trade with the Continent of Europe. Vol. I. Philadelphia: J. Humphreys. 1807
- Inevitable Consequences of a Reform in Parliament. 1808.
- A Fair and Candid Address to the Nobility and Baronets of the United Kingdom; Accompanied with Illustrations and Proofs of the Advantage of Hereditary Rank and Title in a Free Country. 1809.
- Outlines of a Plan for a New and Solid Balance of Power in Europe. J. Stockdale. 1813.
- Political Portraits in This New Æra. Vol. II. London: C. Chapple. 1814.
- Supplementary Volume to Political Portraits in This New Æra. London: C. Chapple. 1816.
- The History of England, from the Revolution in 1688 to the Death of George II. Vol. II. R. Scholey. 1818.
- France as it Is, Not Lady Morgan’s France. Vol. I. London: C. Chapple. 1819.
- France as it Is, Not Lady Morgan’s France. Vol. II. London: C. Chapple. 1820.

## Andere Pioniere der Infografik
- Charles Joseph Minard (1781–1870), französischer Bauingenieur
- Dr. John Snow (1813–1858), englischer Arzt